# Diarmaid
Diarmaid  è un nome proprio di persona irlandese maschile.

## Varianti
- Maschili: Diarmait[2], Diarmuid[1][2], Diarmit[2]
  - Forme anglicizzate: Dermot[1][2][3], Dermod[2]
  - Ipocoristici: Derry[1][2]

### Varianti in altre lingue
- Scozzese: Diarmad[1]
  - Forme anglicizzate: Dermid[1]

## Origine e diffusione
Il nome, attestato più anticamente nelle forme Diarmait e Diarmuid, è di origine incerta; la parte iniziale del nome è il prefisso negativo di ("senza"), mentre la seconda potrebbe essere ricondotta a farmad ("invidia", quindi "senza invidia"), oppure ad airmit ("ingiunzione", quindi "senza ingiunzioni", "uomo libero", lo stesso di Libero ed Eleuterio).
Il nome era comune nel Medioevo, specialmente nella forma anglicizzata Dermot, ed è uno dei pochi nomi nativi irlandesi ad essere sopravvissuto al periodo tra il XVII e il XIX secolo, quando molti altri sono scomparsi, dopodiché è stato riportato in voga. Oltre che con Dermot, Diarmaid è stato reso in inglese anche usando altri nomi non correlati, come Jeremy/Jeremiah, Jerry, Jerome e Darby. 
Il nome è portato da un eroe delle leggende irlandesi, Diarmuid Ua Duibhne, amante e poi marito di Gráinne, nonché da molti antichi re d'Irlanda.

## Onomastico
L'onomastico si può festeggiare il 10 gennaio in onore di san Diarmaid o Dermot, detto il Giusto, abate, fondatore di un monastero e di varie chiese a Inchcleraun, oppure il 24 aprile in memoria di san Diarmaid, vescovo di Armagh; il 20 giugno si ricorda inoltre il beato Dermot O'Hurley, vescovo di Cashel, ucciso sotto Elisabetta I.

## Persone
- Diarmaid Ó Donnabháin Rossa, attivista e politico irlandese

### Variante Dermot
- Dermot Bradley, storico irlandese

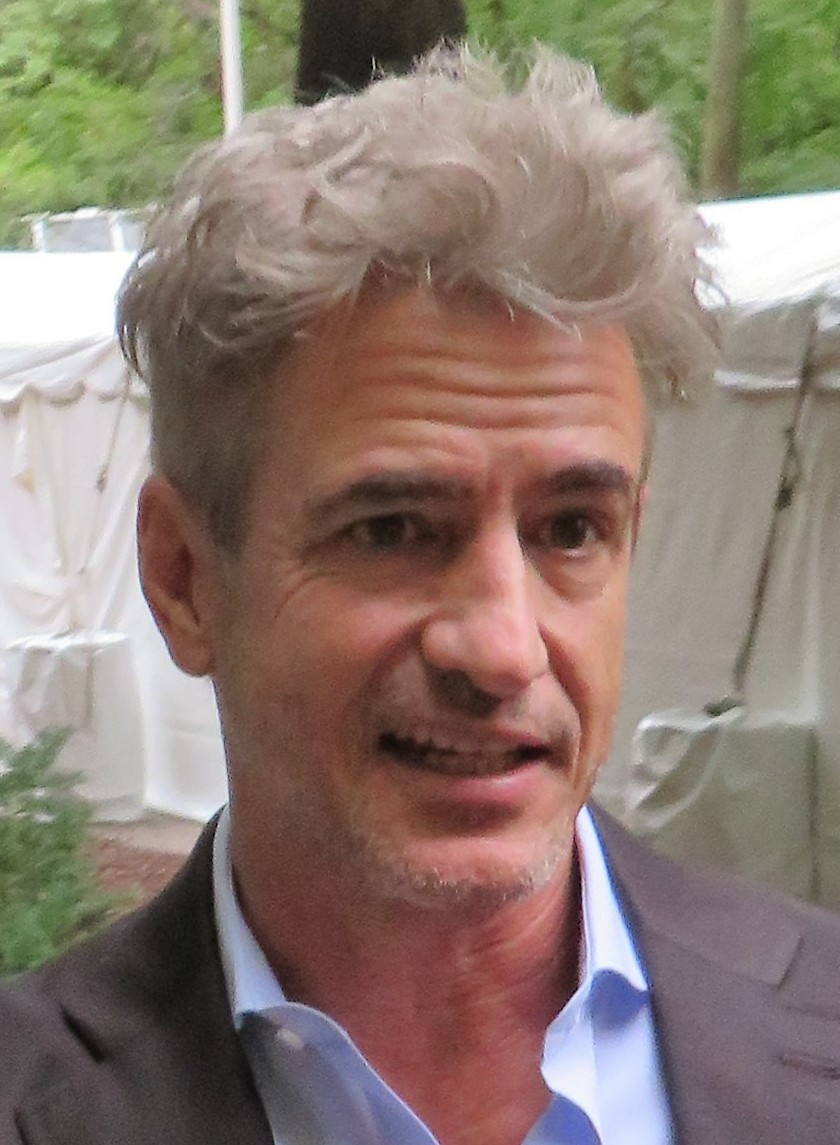
Dermot Mulroney

- Dermot Gallagher, arbitro di calcio inglese
- Dermot Kennedy, cantautore irlandese
- Dermot McCarthy, diplomatico e politico irlandese
- Dermot Morgan, comico e attore irlandese
- Dermot Mulroney, attore statunitense
- Dermot O'Hurley, religioso irlandese
- Dermot O'Leary, conduttore televisivo e conduttore radiofonico britannico
- Dermot Ryan, arcivescovo cattolico irlandese

### Altre varianti
- Diarmait mac Áedo Sláine, re supremo d'Irlanda
- Diarmait mac Cerbaill, re supremo d'Irlanda
- Diarmuid Mac Murchadha Caomhánach, re d'Irlanda
- Diarmuid Martin, arcivescovo cattolico irlandese
- Diarmuid Noyes, attore irlandese